# Hydrogenophaga intermedia
Hydrogenophaga intermedia es una bacteria gramnegativa del género Hydrogenophaga. Fue descrita en el año 2001. Su etimología hace referencia a intermedia. Es aerobia y móvil por flagelo polar. Tiene un tamaño de 0,5 μm de ancho por 1,5 μm de largo. Catalasa y oxidasa positivas. Forma colonias circulares, convexas, lisas y de color amarillo pálido en agar YPG. Temperatura de crecimiento óptima de 25 °C. Se ha aislado de aguas residuales.